# Lettische U20-Eishockeynationalmannschaft
Die lettische U20-Eishockeynationalmannschaft vertritt den Eishockeyverband Lettlands im Eishockey in der U20-Junioren-Leistungsstufe bei internationalen Wettbewerben. Ihre beste Platzierung war ein siebter Platz bei der Weltmeisterschaft der Top-Division 2022.

## Geschichte

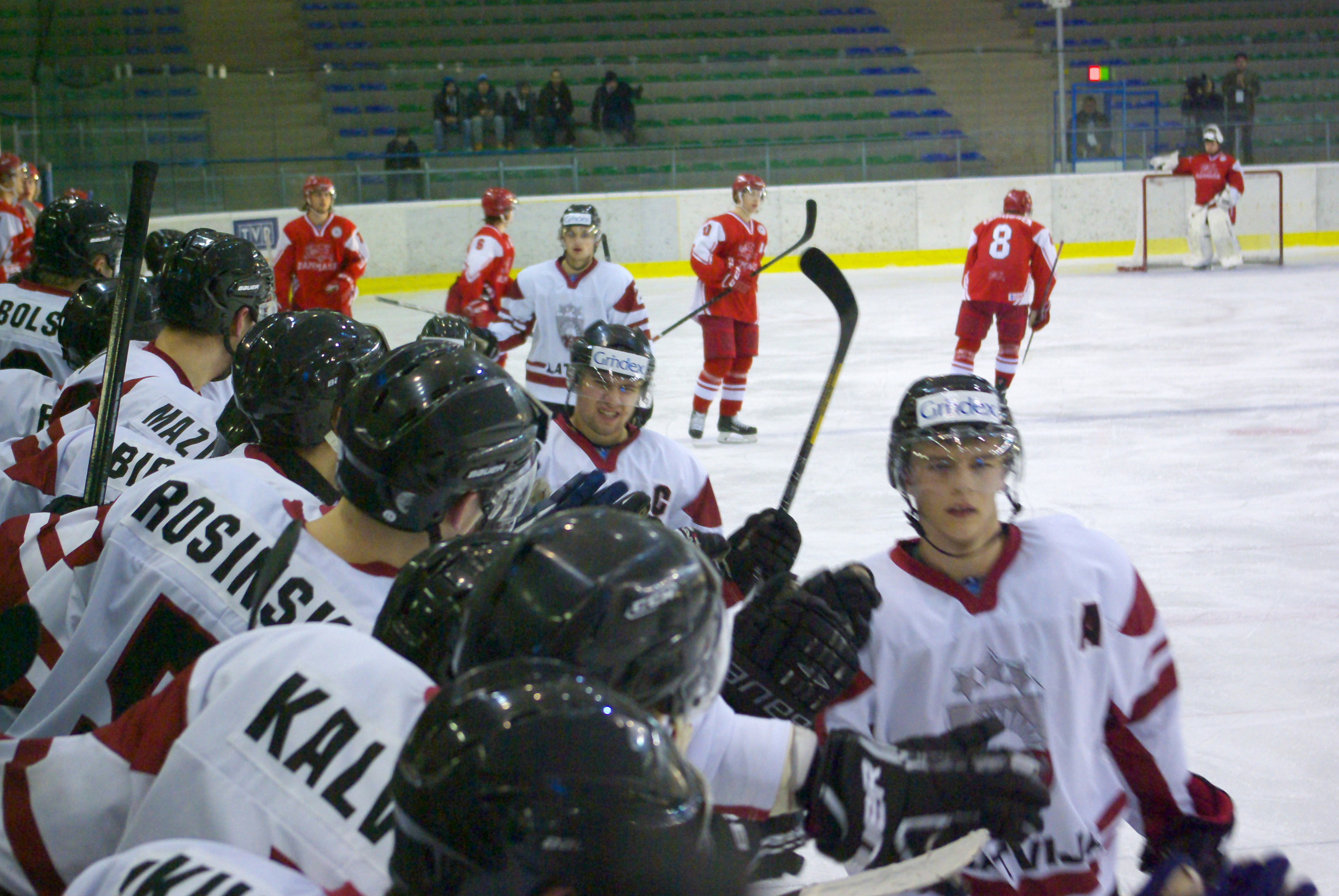
Die lettische U20-Auswahl bei der Weltmeisterschaft der Division I 2014 im polnischen Sanok.

Bereits zu Zeiten der Sowjetunion gab es eine Auswahlmannschaft der lettischen Teilrepublik, die gegen Mannschaften anderer Teilrepubliken zum Beispiel im Rahmen der Wintersparkiade antrat. Als eigenständige Nationalmannschaft ging sie aus der U20-Eishockeynationalmannschaft der Gemeinschaft Unabhängiger Staaten hervor, die bei der Junioren-Weltmeisterschaft 1992 ihre letzten Spiele absolvierte und unter anderem aus Spielern aus dem heutigen Lettland bestand. Während des Turniers wurde die Sowjetunion in die Gemeinschaft Unabhängiger Staaten überführt und die Junioren-Nationalmannschaft spielte das Turnier als GUS zu Ende. Im Laufe des Jahres 1992 wurde die lettische U20-Nationalmannschaft gegründet, die 1993 erstmals an einer Weltmeisterschaft teilnahm.
Bis einschließlich 1998 deckte die U20-Nationalmannschaft den kompletten Juniorenbereich bei den Weltmeisterschaften ab, während die U19-Nationalmannschaft an den Junioren-Europameisterschaften teilnahm. Seit der Einführung der U18-Weltmeisterschaften 1999 vertritt die U20-Nationalmannschaft Lettlands bei Weltmeisterschaften ausschließlich die Leistungsstufe der U20-Junioren.
Die lettische Juniorenauswahl musste als neues Team zunächst an der Qualifikation zur C-Weltmeisterschaft teilnehmen. 1994 gelang erstmals die Qualifikation für die C-Weltmeisterschaft, bei der die Balten sogleich Zweiter wurden. Ein Jahr später gelang dann als C-Weltmeister der Aufstieg in die B-Weltmeisterschaft. In der Zweitklassigkeit blieben die Letten – mit Ausnahme der Weltmeisterschaft 2002 – bis 2005, als erstmals der Aufstieg in die Top-Division gelang. Nach den erneuten Aufstiegen 2008 und 2011 gelang bei den Weltmeisterschaften 2009 und 2012 zwar der Klassenerhalt in der höchsten Klasse, aber langfristig konnte sich die Mannschaft nicht in der Erstklassigkeit halten. Erst 2016 gelang dem Team aus dem Baltikum der erneute Aufstieg in die Top-Division, wo man sich aber wiederum nicht halten konnte. Bei der Weltmeisterschaft 2022 erreichten die Letten, die erst als Nachrücker für die gesperrten Russen in das Turnier gekommen waren, nicht nur den Klassenerhalt in der Top-Division, sondern mit Platz sieben ihre bislang beste Platzierung.

## WM-Platzierungen
- 1993 – C-WM-Quali; 2. Platz
- 1994 – C-WM; 2. Platz
- 1995 – C-WM; 1. Platz
- 1996 – B-WM; 2. Platz
- 1997 – B-WM; 2. Platz
- 1998 – B-WM; 4. Platz
- 1999 – B-WM; 5. Platz
- 2000 – B-WM; 7. Platz
- 2001 – Division I; 8. Platz
- 2002 – Division II; 3. Platz
- 2003 – Division I; 4. Platz
- 2004 – Division I; 4. Platz
- 2005 – Division I; 1. Platz
- 2006 – 9. Platz
- 2007 – Division I; 2. Platz
- 2008 – Division I; 1. Platz
- 2009 – 8. Platz
- 2010 – 9. Platz
- 2011 – Division I; 1. Platz
- 2012 – 9. Platz
- 2013 – 10. Platz
- 2014 – Division IA; 2. Platz
- 2015 – Division IA; 3. Platz
- 2016 – Division IA; 1. Platz
- 2017 – 10. Platz
- 2018 – Division IA; 2. Platz
- 2019 – Division IA; 4. Platz
- 2020 – Division IA; 2. Platz
- 2021 – keine Austragung
- 2022 – Division IA, 2. Platz
- 2022 – 7. Platz
- 2023 – 9. Platz
- 2024 – 8. Platz
- 2025 – 7. Platz